# Freddie McGregor
Freddie McGregor (Clarendon, 27 juni 1956) is een Jamaicaanse zanger en muzikant.

## Discografie[2]
| - Bobby Bobylon (1980, Heartbeat) - Love At First Sight (1982) - I Am Ready (1982) - Across The Border (1984, RAS) - Come On Over (1984, RAS) - All In The Same Boat (1986, RAS) - Freddie McGregor (1987) - Big Ship (1988, Greensleeves) - Rhythm So Nice (1988) - Don't Want To Be Lonely (1988) - Reggae Rockers (1989, Peter Pan (ISP)) - Live at the Town & Country Club (1991, VP Records) - Big Ship Classic Dub (1992, VP) | - FM (1992) - Hard to Get (1993, Pow Wow) - Carry Go Bring Come (1994, Pow Wow) - Push On (1994, VP) - Zion Chant (1994) - Forever My Love (1995, RAS) - Masterpiece (1997) - Rumours (1999, Greensleeves) - Lovers Rock (2002, Prestige Elite) - Anything For You (2002, VP) - Heart Is Willing (2003, Charm) - Comin' in Tough (2005, VP) |